# Crémant de Champagne

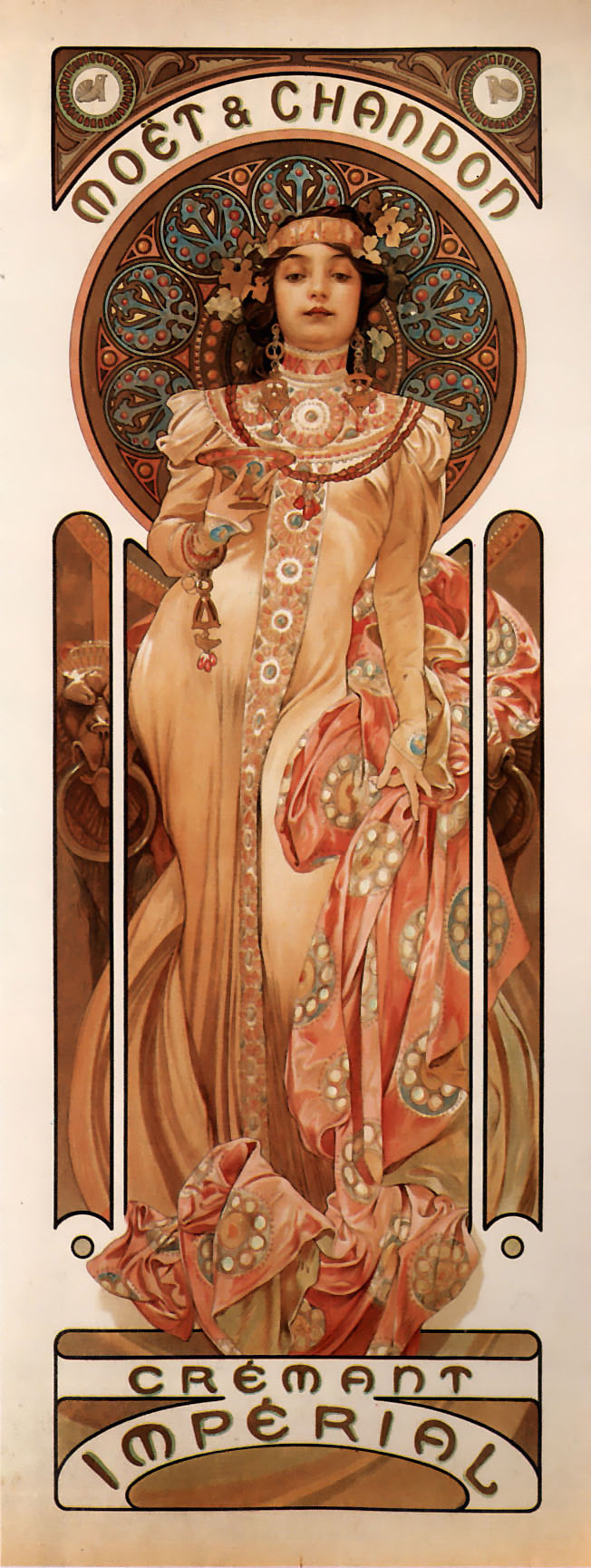
Crémant Impérial, affiche de 1899 réalisée par Alfons Mucha.

Le crémant de Champagne est un vin mousseux qui était produit dans le vignoble de Champagne. Cette appellation a été utilisée pour des champagnes avec une mousse plus légère dite crémeuse (pression autour de 3 à 3,5 atmosphères).
L'utilisation de cette appellation n'est plus autorisée, à la suite d'un accord du CIVC (Comité interprofessionnel des vins de Champagne) laissant exclusivement cette appellation de crémant aux autres régions françaises. De ce fait, les autres régions n'ont plus le droit d'utiliser la mention « méthode champenoise » mais doivent indiquer à la place la mention « méthode traditionnelle ».
Les plus réputés furent le crémant de Laurent Perrier et le crémant de Mumm.
À ne pas confondre avec Cramant, un village de la côte des blancs, dans le vignoble de Champagne.